# Weston Workers Bears Football Club
Pour les articles homonymes, voir Weston.
 (juin 2013).
Si vous disposez d'ouvrages ou d'articles de référence ou si vous connaissez des sites web de qualité traitant du thème abordé ici, merci de compléter l'article en donnant les références utiles à sa vérifiabilité et en les liant à la section « Notes et références ».
Le Weston Workers Bears Football Club est un club australien de football basé à Weston en Nouvelle-Galles du Sud. Le club participe à la ligue de NBN.

## Histoire
Trois clubs de Weston de football sont créés en 1907 à Weston : les Weston Advance, Weston United et Weston Albions. Les Bears sont également créés en 1907 par des mineurs de charbon qui travaillent au charbonnage de Hebburn.
Durant leur 100 années d'existence, les Bears ont remporté 14 Coupes, 10 championnats et enfin 9 championnats des clubs.

## Palmarès
- Championnat : 1931, 1936, 1971, 1972, 1973, 1977, 1980, 1996, 2004, 2010
- Coupe : 1971, 1972, 1973, 1974, 1977, 1981, 1982, 1983, 1984, 1989, 1990, 1993, 1995, 2010
- Championnat des clubs : 1974, 1977, 1979, 1980, 1981, 1982, 1983, 1996, 2004

## Les couleurs du club
Les couleurs du club sont le noir et le blanc, avec des shorts noirs et des chaussettes noires. On pense que Weston a choisi ces couleurs à cause du grand nombre de mineurs de charbon anglais provenant de la ville anglaise de Newcastle upon Tyne.

## Anciens joueurs
- Stuart Musialik